# Władinja
Władinja (bułg. Владиня) – wieś w północnej Bułgarii, w obwodzie Łowecz, w gminie Łowecz.